# Sapieha-Palast (Lwiw)

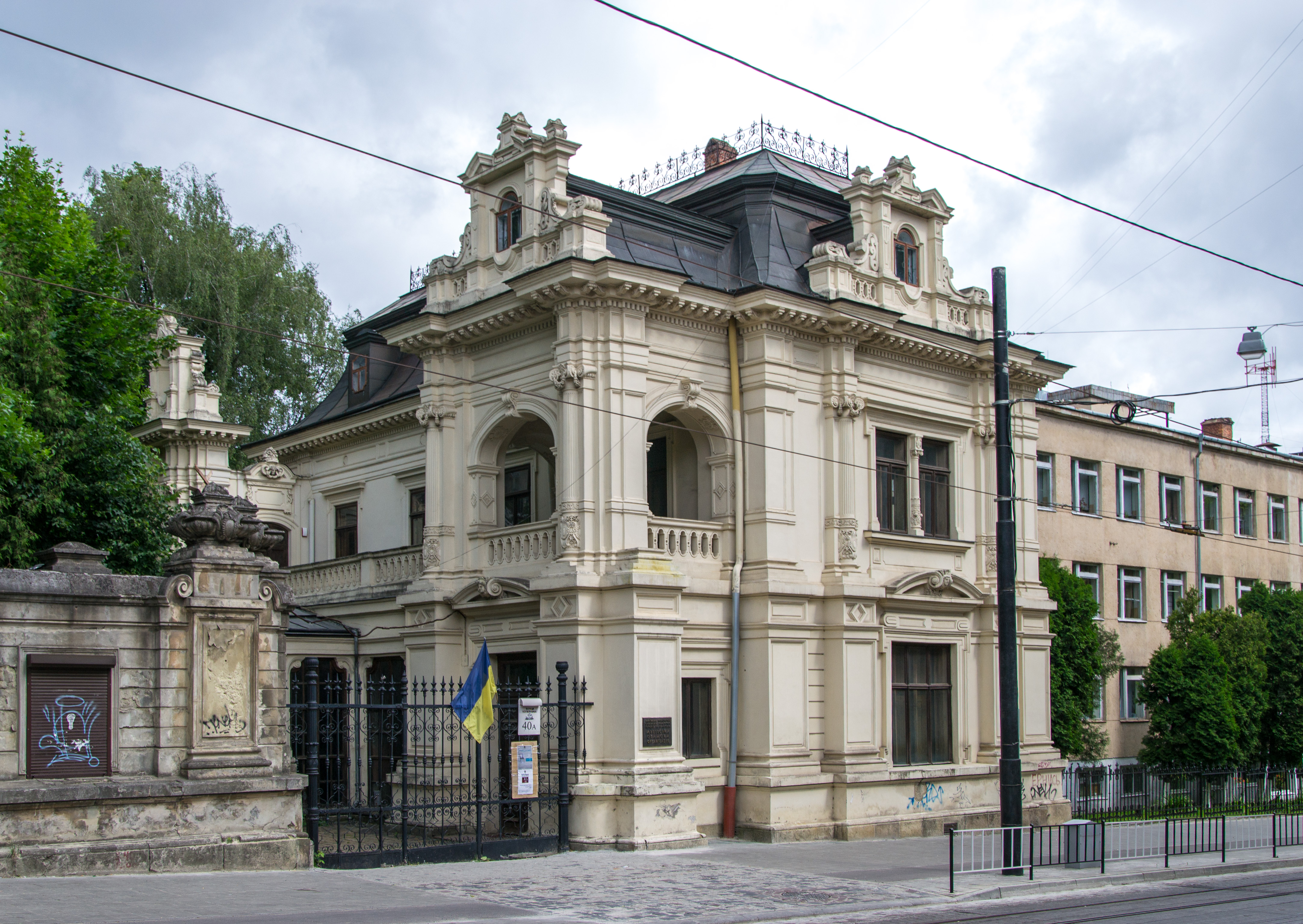
Sapieha-Palast, Lwiw

Der Sapieha-Palast in der westukrainischen Stadt Lwiw (Lemberg) ist ein palastartiges zweistöckiges Herrenhaus in der Ulica Kopernika Nr. 40a.
Es wurde 1867 von Architekt Adolph Kuhn für Fürst Leon Sapieha aus der polnisch-litauischen hochadligen Sapieha-Familie erbaut. Leon Sapieha war ein Pionier des Eisenbahnbaus in Galizien und wurde nach seiner Rückkehr aus der Emigration in Paris 1861 zum Sejm-Marschall des Kronlandes Galizien und Lodomerien gewählt. Später war sein Sohn Adam Sapieha Hauseigentümer. Neben dem neobarocken Gebäude befindet sich an der Straßenseite ein großes schmiedeeisernes Tor.
Nach dem Einmarsch der Sowjetunion in Polen im September 1939 wurde der Palast vom sowjetischen Staat übernommen und in eine Schule umgewandelt. In den 1990er-Jahren wurde der Bau restauriert. Gegenwärtig ist in ihm eine regionale Gesellschaft für die Bewahrung von historischem und Architekturerbe untergebracht.